# Vuelo 261 de Golden West Airlines
El Vuelo 261 de Golden West Airlines, un de Havilland Twin Otter DHC-6, chocó con un Cessna 150 (N11421), propiedad de CessnAir Aviation, Inc., cerca de Whittier, California. 

## Accidente

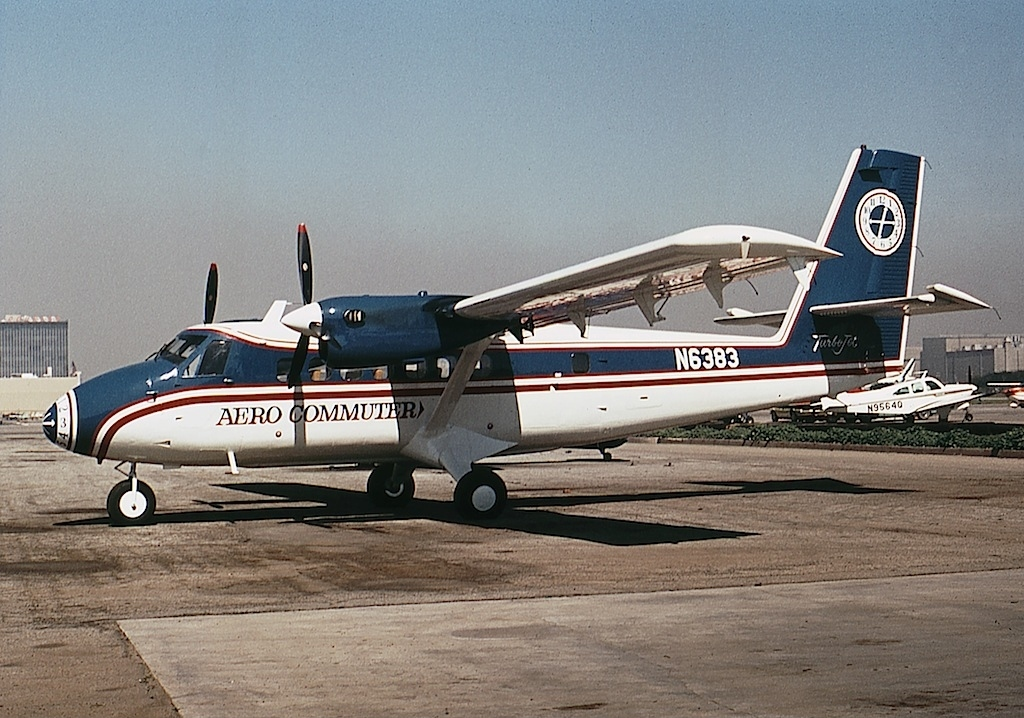
El De Havilland Twin Otter involucrado en la colision fotografiado en marzo de 1968, mientras estaba en servicio como Aero Commuter.

El accidente se produjo el 9 de enero de 1975 a las aproximadamente 16:07 PST, mientras que el Sol era sólo 9 grados sobre el horizonte occidental, directamente a los ojos de los pilotos del vuelo 261 GW.

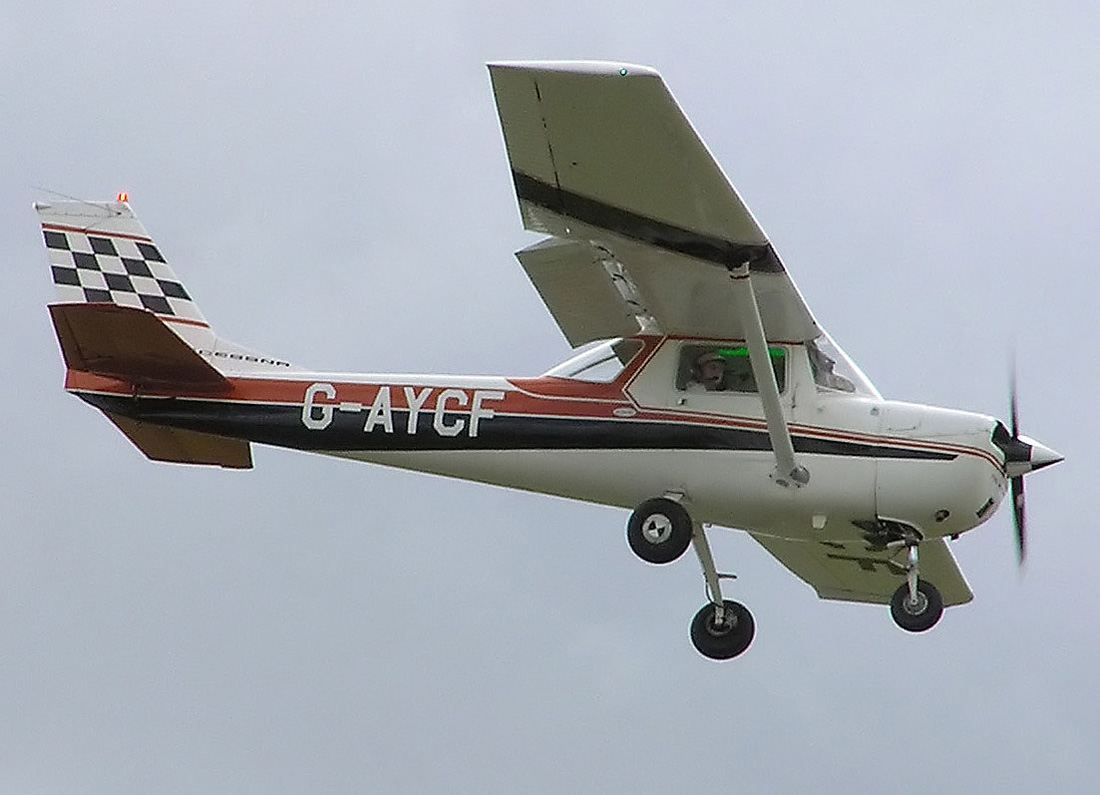
Un Cessna 150 similar al accidentado.

Ambos aviones fueron destruidos por la colisión y el impacto de tierra posterior. Los 10 pasajeros y 2 pilotos en el Twin Otter y el piloto instructor y alumno piloto en el Cessna 150, murieron. Los escombros cayeron sobre casas y jardines, pero nadie en la tierra resultó herido. Los restos de ambos aviones se dispersaron en un área de bloques de 8 a 10 de la ciudad. El fuselaje del Twin Otter cayó en el patio de la escuela de Katherine Edwards Middle School, donde cerca de 300 espectadores estaban viendo un juego al aire libre de baloncesto, mientras que las alas aterrizaron a 2 cuadras de distancia. El fuselaje del Cessna cayó en el patio delantero de una casa, a unas 2 cuadras del fuselaje del Twin Otter.
El Cessna impactó el lado izquierdo del Twin Otter en un ángulo aproximado de 90 grados. "(1) El servidor de seguridad y el panel de instrumentos del Cessna se incrustó en el fuselaje delantero del ala del Twin Otter, (2) la hélice en el ala derecha del Cessna formó un ángulo de unos 88 grados con el borde de ataque del ala, y (3) la góndola del motor izquierdo del Twin Otter y el motor fueron conducidos hacia el interior por la colisión ". Testigos en tierra dijeron que ni avión hizo ninguna maniobra para evitar la colisión.
GW 261 era un vuelo regular de pasajeros regular entre el Aeropuerto Internacional LA/Ontario y el Aeropuerto Internacional de Los Ángeles, California. El vuelo partió de Ontario a las 15:56 PST, en reglas de vuelo visual (VFR) como plan de vuelo. Que separaba GW 261 desde el avión más grande, que llegó a Aeropuerto Internacional de Los Ángeles sobre las reglas de vuelo por instrumentos (IFR) como plan de vuelo.
Según el Gráfico TCA LAX Grupo I, los aviones chocaron a 17 millas al este de las antenas de radar de LAX, a 2.200 pies, justo debajo del piso de la TCA.
Se pidió a los vuelos IFR a permanecer dentro de los confines de Los Angeles Grupo 1 TCA, mientras que se necesitaban aviones más pequeños a permanecer fuera de la TCA, hasta el punto de entrada designado, que se ha especificado en su asignado llegada TCA VFR. En el caso de GW 261, que iba a permanecer fuera de la TCA, hasta el punto de referencia 10 DME de la pista 24 del localizador derecho, y entrar a una altitud de 1.500 pies MSL. La parte superior del TCA fue 7.000 metros, mientras que la base varía, dependiendo de la distancia desde LAX. Eso mezclado adentro con todo el resto del tráfico VFR de la avioneta en la cuenca de Los Ángeles, que no contaba con transpondedor. La mayoría de los que no estaban volando a LAX, por lo que no estaban en la comunicación por radio con los controladores de radar LAX. La única defensa era el método de prevención de colisiones "ver y ser visto". Ese método deficiente de separación del tráfico, no pudo trabajar ese día, ya que ha fallado muchas otras veces en zonas de alta densidad de tráfico.

## Causa probable
"La NTSB determinó que la causa probable del accidente fue el fracaso de ambas tripulaciones de vuelo para ver la otra aeronave con tiempo suficiente para iniciar una acción evasiva. La Junta no puede determinar por qué cada tripulación no pudo ver y evitar la otra aeronave, sin embargo, se estimó que la capacidad de ambas tripulaciones para detectar la otra aeronave a tiempo para evitar una colisión se reduce debido a la posición del sol, el ángulo de cierre de la aeronave, y la necesidad de que la tripulación de vuelo del Twin Otter para adquirir el contacto visual con el tráfico de radar-reporte directamente delante de ellos".